# مايكل بي
مايكل بنجامين باي (بالإنجليزية: Michael Bay)‏ (وُلد في 17 فبراير من عام 1965) هو مخرج أفلام أميركي اشتهر بإخراجه أفلامًا مرتفعة التكلفة، وأفلام الحركة التي تحمل مفاهيم سامية، وتتّسم بالقطع السريع للمشاهد، والمؤثرات البصرية الأسلوبية، والاستخدام الكبير للمؤثرات الخاصة، ويشمل ذلك التصوير المتكرر للانفجارات. أنتج أفلامًا وأخرجها مثل فيلم أرمجدون (1998)، وبيرل هاربر (2001)، وسلسلة أفلام ترانسفورمرز (المتحولون) (منذ عام 2007 وحتى الوقت الراهن)، وحققت أفلامه إيرادات بلغت 7.8 مليار دولار أميركي في كل أنحاء العالم، ما جعله من أنجح المخرجين تجاريًا في التاريخ.
شارك في تأسيس شركة الإنتاج التجارية باسم المعهد، وعُرفت أيضًا باسم معهد تنمية الوعي الإدراكي المعزز. يشترك أيضًا في ملكية الكثبان البلاتينية، وهي شركة إنتاج أعادت صنع أفلام رعب من بينها ذا تكساس شينسو ماساكر (مجزرة منشار تكساس) (2003)، وذي إيميتيفيل هورر (رعب إيميتيفيل) (2005)، وذا هيتشر (2007)، ويوم الجمعة الثالث عشر (2009)، وأ نايتمير أون إلم ستريت (كابوس في شارع إلم) (2010).
على الرغم من نجاحه التجاري في شباك التذاكر، يعتبر نقاد الأفلام أعماله ذات تقييم منخفض بشكل عام. حصل فيلم ذا روك (الصخرة) (1996)، وفيلم ترانسفورمرز (المتحولون) (2007) على تقييمات إيجابية نوعًا ما، لكن أفلامه الأخرى، بما فيها الأجزاء الأربعة الأخرى من ترانسفورمرز، حظيت بتقييمات سلبية من قبل النقاد.

## نشأته
وُلد مايكل باي في لوس أنجلوس وربّاه والداه بالتبني، هاريت، وهي مالكة متجر لبيع الكتب واختصاصية بطب نفس الأطفال والمراهقين، وجيم، وهو محاسب قانوني معتمد. نشأ على الدين اليهودي. كان جده من روسيا. كانت ابنة عمه، سوزان باي، أرملة الممثل ليوناردو نيمو الذي مثل في فيلم ستار تريك (وهو الذي أدى في النهاية دور الممثل الصوتي سينتينال برايم في فيلم ترانسفورمرز: دارك أوف ذا مون (المتحولون: الجانب المظلم للقمر)). ارتاد مدرسة كروسرودز للفنون والعلوم في سانتا مونيكا (كاليفورنيا). يُنسب اهتمامه بأفلام الحركة غالبًا إلى حادثة في طفولته، فعندما كان ولدًا، ربط بعض ألعاب المفرقعات بقطار لعبة وصور الكارثة النارية التي حدثت بعد ذلك بكاميرا 8 ميليمتر الخاصة بوالدته، وجاء فريق الإطفاء وعوقب على فعلته.

## مسيرته المهنية
دخل باي مجال صناعة الأفلام وهو يتدرب مع جورج لوكاس عندما كان في سن الخامسة عشرة، وقدم لوحة قصة فيلم رايدرز أوف ذا لوست آرك (سارقو التابوت الضائع)، التي اعتقد أنها ستكون شنيعة. تغير رأيه بعد أن شاهد الفيلم في المسرح، وأُعجب بالتجربة لدرجة دفعته ليصبح مخرج أفلام. تخرج فن جامعة ويسليان في عام 1986 واختص باللغة الإنجليزية والأفلام. كان عضوًا في أخوية ساي أبسيلون، وطالبًا مفضلًا لمؤرخة الأفلام جانين بيسينغر. ارتاد كلية مركز الفن للتصميم في باسادينا (كاليفورنيا) حيث درس الأفلام أيضًا من أجل مشروع تخرجه.
بدأ مايكل باي العمل على أفلام الحملات الدعائية، فأخرج الإعلانات التجارية والفيديوهات الموسيقية بعد أسبوعين من حصوله على شهادته العليا. ألهم عمله، الحرب العالمية الثانية بمدة 90 ثانية، إعلان شركة كوكا كولا الذي تبنته تسجيلات كابيتول. كان أول إعلان تجاري وطني له خاصًا بالحركة الدولية للصليب الأحمر والهلال الأحمر، وحصل على جائزة كليو في عام 1992. أخرج الحملة الإعلانية لوكالة الدعاية «جي إس بّي» بعنوان «ألديك حليب؟» لمجلس معالجة الحليب في كاليفورنيا في عام 1993، وحاز أيضًا على جائزة غراند بريكس كليو عن أفضل إعلان تجاري في العام. أثار نجاح باي في مجال الفيديوهات الغنائية انتباه المنتجين أمثال جيري بروكهايمر ودون سيمبسون اللذين اختاراه لإخراج أول فيلم طويل بعنوان باد بويز (فتيان أشقياء). صُور الفيلم في ميامي في عام 1994، وكان من بطولة النجم ويل سميث ومارتن لورنس.

## أفلامه أخرجها
| الفيلم                         | العام | تقييم الطماطم الفاسدة |
| ------------------------------ | ----- | --------------------- |
| Bad Boys                       | 1995  | 43%                   |
| The Rock                       | 1996  | 67%                   |
| أرمجدون                        | 1998  | 39%                   |
| بيرل هاربر                     | 2001  | 25%                   |
| Bad Boys 2                     | 2003  | 23%                   |
| The Island                     | 2005  | 40%                   |
| Transformers                   | 2007  | 57%                   |
| المتحولون: ثأر الهاوي          | 2009  | 20%                   |
| Transformers:Dark of the Moon  | 2011  | 36%                   |
| Pain & Gain                    | 2013  | 45%                   |
| Transformers:Age of Extinction | 2014  |                       |
| المتحولون: آخر فارس            | 2016  |                       |

## وصلات خارجية
- مايكل بي على موقع IMDb (الإنجليزية)
- مايكل بي على موقع ميتاكريتيك (الإنجليزية)
- مايكل بي على موقع روتن توميتوز (الإنجليزية)
- مايكل بي على موقع مونزينجر (الألمانية)
- مايكل بي على موقع ألو سيني (الفرنسية)
- مايكل بي على موقع ميوزك برينز (الإنجليزية)
- مايكل بي على موقع أول موفي (الإنجليزية)
- مايكل بي على موقع بوكس أوفيس موجو (الإنجليزية)
- مايكل بي على موقع قاعدة بيانات الأفلام السويدية (السويدية)
- مايكل بي على موقع إن إن دي بي (الإنجليزية)

صفحته علىIMDB
صفحته على boxofficemojo